# Činovi u oružanim snagama NDH
Činovi u oružanim snagama NDH obuhvaćaju činove Domobranstva (kopnene vojske, mornarice, zrakoplovstva, oklopnih postrojbi), Oružništva te Ustaške vojnice. Najvećim dijelom stvoreni su u svibnju 1941., odmah nakon obnove Hrvatskog domobranstva, iako su oružane postrojbe Ustaškog pokreta u emigraciji već ranije imale svoj sustav činova. U studenom 1944., ujedinjavanjem Domobranstva i Ustaške vojnice u Hrvatske oružane snage ukinut je sustav činova na laticama, a uveden ramenski. Istovremeno su činovi Ustaške vojnice službeno ukinuti, no pripadnici vojnice su i dalje nosili svoje stare uniforme i činove na rukavima. 

## Ustaška vojnica
Članovi Ustaškog pokreta u emigraciji su uveli časničke i dočasničke činove 30. ožujka 1934. g. Činovi su bili sljedeći: ratovođa, nadvojskovođa, vojskovođa, krilnik, pukovnik, četnik, satnik, nadporučnik, poručnik, zastavnik, časnički namjesnik, vodnik, dovodnik, rojnik, dorojnik, čarkar. Časnici su nosili činove na donjem a dočasnici na gornjem dijelu obaju rukava. Činovi su izmijenjeni 1. travnja 1941. u: ratovođa, vojskovođa, zbornik, krilnik, pukovnik, podpukovnik, bojnik, satnik, nadporučnik, poručnik, zastavnik, časnički namjesnik, stražarnik, vodnik, razvodnik, rojnik, ustaša. Nakon uspostave NDH i službenog formiranja Ustaške vojnice, u nju su uvedeni mnogi prvotni ustaški činovi, pa su od 21. lipnja 1941. činovi Ustaške vojnice bili sljedeći: krilnik, pukovnik, podpukovnik, bojnik, satnik, nadporučnik, poručnik, zastavnik, vodnik, dovodnik, rojnik, dorojnik, čarkar. Od lipnja 1941. časnici su nosili činove i na lijevoj strani kape. 3. kolovoza 1942. činovi su ponovno izmijenjeni te su ti ostali korišteni do kraja rata.
Oznake činova od 3. kolovoza 1942. godine:
|  |

| Časnici  | Časnici    | Časnici | Časnici   | Časnici | Časnici     | Časnici  | Časnici   |
| pukovnik | dopukovnik | bojnik  | nadsatnik | satnik  | nadporučnik | poručnik | zastavnik |
| -------- | ---------- | ------- | --------- | ------- | ----------- | -------- | --------- |
|          |            |         |           |         |             |          |           |

| Dočasnici            | Dočasnici       | Dočasnici | Dočasnici | Dočasnici |
| častnički namjestnik | stožerni vodnik | vodnik    | dovodnik  | rojnik    |
| -------------------- | --------------- | --------- | --------- | --------- |
|                      |                 |           |           |           |

| Vojnici  | Vojnici  |
| dorojnik | vojničar |
| -------- | -------- |
|          |          |

## Domobranstvo
Početni činovi u Domobranstvu uvelike su se temeljili na austro-ugarskim vojnim činovima, tek je zvjedica na laticama zamijenjena trolistom. Jedina promjena u sustavu činova kopnene vojske bila je u studenom 1941., kad je promijenjeno ime čina podmaršala u general-poručnik. Zrakoplovstvo je do studenog 1941. označavalo činove samo laticama na reveru, a tada su uvedene i naramenice (epolete). Za razliku od njih, mornarica je prošla kroz najmanje četiri promjene naziva i sustava činova, dok konačno 1944. nisu uvedene oznake činova slične onima njemačke Kriegsmarine.
| Zrakoplovstvo    | Zrakoplovstvo | Zrakoplovstvo                          | Kopnena vojska | Kopnena vojska                                                   | Oklopne postrojbe | Oklopne postrojbe | Oklopne postrojbe   | Mornarica (1941. – 1944.) | Mornarica (1941. – 1944.) | Mornarica (1941. – 1944.) |
| Epolete          | Latice        | Čin                                    | Latice         | Čin                                                              | Epolete           | Latice            | Čin                 | Epolete                   | Rukav                     | Čin                       |
| Generali         |               |                                        |                |                                                                  |                   |                   |                     |                           |                           |                           |
|                  |               | vojskovođa                             |                | vojskovođa                                                       |                   |                   | /                   |                           |                           | /                         |
|                  |               | general zrakoplovstva                  |                | general pješaštva general topništva general konjaništva          |                   |                   | /                   |                           |                           | /                         |
|                  |               | general-poručnik (podmaršal)           |                | general-poručnik (podmaršal)                                     |                   |                   | general-poručnik    |                           |                           | admiral                   |
|                  |               | general                                |                | general                                                          |                   |                   | general             |                           |                           | doadmiral (komodor)       |
| Stožerni časnici |               |                                        |                |                                                                  |                   |                   |                     |                           |                           |                           |
|                  |               | pukovnik (pomoćne postrojbe)           |                | pukovnik                                                         |                   |                   | pukovnik            |                           |                           | kapetan bojnog broda      |
|                  |               | podpukovnik (medicinsko osoblje)       |                | podpukovnik                                                      |                   |                   | podpukovnik         |                           |                           | kapetan fregate           |
|                  |               | bojnik (zrakoplovac)                   |                | bojnik                                                           |                   |                   | bojnik              |                           |                           | kapetan korvete           |
| Nadčasnici       |               |                                        |                |                                                                  |                   |                   |                     |                           |                           |                           |
|                  |               | nadsatnik (pomoćne postrojbe)          |                | nadsatnik                                                        |                   |                   | nadsatnik           |                           |                           | /                         |
|                  |               | satnik (zrakoplovac)                   |                | satnik (inženjerske postrojbe)[Radi li se o opkoparima?]         |                   |                   | satnik              |                           |                           | poručnik bojnog broda     |
|                  |               | natporučnik (opskrba)                  |                | natporučnik (sanitet)[Ima li točan ondašnji naziv za "sanitet"?] |                   |                   | nadporučnik         |                           |                           | poručnik fregate          |
|                  |               | poručnik (tehničko osoblje)            |                | poručnik (željeznica)                                            |                   |                   | poručnik            |                           |                           | poručnik korvete          |
|                  |               | zastavnik (protuzrakolovac)            |                | zastavnik                                                        |                   |                   | zastavnik           |                           |                           | pomorski zastavnik        |
| Dočasnici        |               |                                        |                |                                                                  |                   |                   |                     |                           |                           |                           |
|                  |               | časnički namjesnik (pomoćne postrojbe) |                | časnički namjesnik                                               |                   |                   | častnički namjesnik |                           |                           | časnički namjesnik        |
|                  |               | stožerni narednik (zrakoplovac)        |                | stožerni narednik (oklopne postrojbe)                            |                   |                   | stožerni narednik   |                           |                           | stožerni narednik         |
|                  |               | narednik (medicinsko osoblje)          |                | narednik (dojavne postrojbe)                                     |                   |                   | narednik            |                           |                           | narednik                  |
|                  |               | vodnik (opskrba)                       |                | vodnik (sanitet)                                                 |                   |                   | vodnik              |                           |                           | vodnik                    |
| Momčad           |               |                                        |                |                                                                  |                   |                   |                     |                           |                           |                           |
|                  |               | razvodnik (zrakoplovac)                |                | razvodnik (inženjerske trupe)                                    |                   |                   | razvodnik           |                           |                           | razvodnik                 |
|                  |               | desetnik (tehničko osoblje)            |                | desetnik                                                         |                   |                   | desetnik            |                           |                           | desetnik                  |
|                  |               | zrakoplovac protuzrakoplovac           |                | domobran (topništvo)                                             |                   |                   | momak               |                           |                           | mornar                    |

## Hrvatske oružane snage
Nakon ujedinjavanja domobranstva i ustaške vojnice u jedinstvene hrvatske oružane snage 20. studenog 1944., prešlo se formalno na novi, ramenski sustav činova. No, kako je rat bio u završnoj fazi te je svega nedostajalo, zavladao je kaos što se tiče oznaka činova i odora. Ovi činovi bili su de facto u uporabi od siječnja do svibnja 1945.
|  |  |  |

| Časnici  | Časnici     | Časnici | Časnici   | Časnici | Časnici     | Časnici  | Časnici   |
| pukovnik | podpukovnik | bojnik  | nadsatnik | satnik  | Nadporučnik | poručnik | zastavnik |
| -------- | ----------- | ------- | --------- | ------- | ----------- | -------- | --------- |
|          |             |         |           |         |             |          |           |

| Dočasnici            | Dočasnici         | Dočasnici | Dočasnici | Dočasnici |
| častnički namjestnik | stožerni stražnik | stražnik  | vodnik    | rojnik    |
| -------------------- | ----------------- | --------- | --------- | --------- |
|                      |                   |           |           |           |

| Vojnici  | Vojnici  | Vojnici |
| dorojnik | strielac | vojnik  |
| -------- | -------- | ------- |
|          |          |         |